# Harači (Harry Potter)
U seriji romana o Harryju Potteru Harači (Marauders) su bili četvorica prijatelja koji su pohađali Hogwarts - James Potter (Harryjev otac), koji je nosio nadimak Parožak, Sirius Black ili Tihotap, Remus Lupin ili Lunac i Peter Pettigrew koji je često nazivan Crvorepom.
Njihovo je prijateljstvo vjerojatno započelo tijekom prve ili druge godine školovanja u Hogwartsu. Do njihove pete godine u školi, James, Sirius i Peter postali su neregistrirani Animagusi kako bi pravili društvo Remusu, vukodlaku. Jamesov životinjski oblik bio je jelen, Peterov štakor, a Sirius se preobražavao u velikog crnog psa. Svi su Harači bili članovi gryffindorskog doma na istoj godini te su održavali neprijateljske odnose sa Slytherinima. To se moglo vijdeti u njihovom ponašanju prema Slytherinu Severusu Snapeu ili Cmizdrusu, kako su ga Harači zvali, na kojem su izveli brojne neslane šale.
James je bio zvijezda gryffindorske metlobojske ekipe, Sirius nije bio sportski tip, ali je bio veoma privlačan i popularan među djevojkama, dok je Remus bio "glas razuma" koji je Jamesu i Siriusu ipak dopuštao da rade gluposti. Peter je uvijek bio veoma neodlučan i bojažljiv, a s Haračima se družio zbog njihove popularnosti, čarobnjačkih vještina i zaštite koju su mu pružali.
Nakon završetka školovanja, svi su se Harači pridružili Redu feniksa koji se tijekom Prvog rata borio protiv Voldemorta i njegovih smrtonoša. Tijekom tog perioda Pettigrew se u tajnosti pridružio smrtonošama kojima je odavao povjerljive informacije Reda. Ta je izdaja dosegla vrhunac kad je Pettigrew otkrio tajnu lokaciju na kojoj se skrivala obitelj Pottera, a za koju je znao samo on. 31. listopada 1981. Voldemort je ubio Jamesa i Lily Potter, ali ga je porazio mali Harry. Potteri su s Pettigrewom potajno izrekli čaroliju Fidelius izabravši ga za "čuvara tajne", a jedina osoba koja je znala tko je pravi čuvar tajne bio je Sirius Black.
Kad je Black otkrio da je Pettigrew izdao Pottere, sučio se s njim u jednoj prometnoj bezjačkoj ulici. Kako bi pobjegao Blacku, mnogo moćnijem čarobnjaku od njega, Pettigrew je kriomice čarolijom pokrenuo eksploziju kojom je ubio dvanaest bezjaka i lažirao svoju smrt. To mu je uspjelo zato što je iza sebe ostavio jedan prst koji je trebao predstavljati jedini ostatak njegova izmrcvarenog trupla. Za tragediju je optužen Black koji je uhićen i bez suđenja poslan u Azkaban. Čarobnjački je svijet pretpostavio da je Black, kao najbolji prijatelj Potterovih, bio njihov čuvar tajne. Pettigrew je proglašen junakom koji je pokušao osvetiti smrt Jamesa i Lily Potter te spriječiti Blacka da pobjegne.
Pettigrewova je taktika bila toliko uvjerljiva da je čak i Remus Lupin, jedan od Harača, povjerovao da se Sirius pridružio Vodlemortu i ubio svoje prijatelje. Nakon što je Voldemort pobijeđen Peter se 12 godina skrivao koristeći svoj životinjski oblik štakora. Tijekom tog vremena postao je kućni ljubimac obitelji Weasley čiji su ga članovi prozvali Šugonja.
Black je 12 godina proveo u čarobnjačkom zatvoru Azkaban. Kad je, pukim slučajem, vidio Šugonjinu sliku u novinskom članku o Weasleyjevima, shvatio je da je Pettigrew još živ. Uspio je pobjeći iz zatvora u svom preobraženom obličju kako bi se osvetio. U Harryju Potteru i zatočeniku Azkabana Šugonja je otkriven kao Peter Pettigrew. U isto je vrijeme Remus Lupin postao profesor Obrane od mračnih sila u Hogwartsu te je otkrio da Sirius nije kriv za zločine za koje je optužen. Njih su dvojica odlučili zaustaviti Pettigrewa; međutim, kad se Remus iznenada pretvorio u vukodlaka zato što je zaboravio popiti napitak koji potiskuje njegove vučje osobine, Peter je uspio pobjeći i ponovno se pridružiti Lordu Voldemortu.
Kad je Voldemort vratio svoju moć, čime je započeo i Drugi rat, ponovno je okupljen Red feniksa čijim su članovima ponovno postali Remus i Sirius. Međutim, Siriusa je tijekom Bitke u odjelu tajni ubila jedna od smrtonoša, njegova rođakinja, Bellatrix Lestrange.
Tako su Remus Lupin i Peter Pettigrew (još uvijek smrtonoša koji se skriva) postali jedini preživjeli od četvorice Harača do 7 nastavka (Darovi Smrti). Prema "Crvorepu" se okreće njegova vlastita ruka i udavi ga, a Remusa u borbi za Hogwarts ubiju smrtonoše.

## Tajna karta
Harry je na početku svog školovanja u Hogwartsu naišao na tajanstvenu kartu koju su mu dali Fred i George Weasley. Oni su kartu ukrali iz kolekcije zaplijenjenih stvari Argusa Filcha, školskog kućepazitelja.
Tinta se na praznom komadu papira pojavljivala nakon izgovorene fraze "svečano prisežem da nemam dobre namjere" te je tijekom korištenja prikazivala lokacije na kojima se trenutno nalaze svi stanovnici i posjetitelji Hogwartsa i okolnog zemljišta, a uz to je otkrivala i brojne tajne prolaze. Nakon upotrebe karta je ponovno postajala obični komad papira nakon izgovaranja fraze "huncutarija izvedena". Ta se karta zvala mapa za haranje, a stvorili su ju Harači tijekom svojeg školovanja u Hogwartsu.